# HD 290327
HD 290327 är en ensam stjärna belägen i den mellersta delen av stjärnbilden Orion. Den har en skenbar magnitud av ca 8,99 och kräver en stark handkikare eller ett mindre teleskop för att kunna observeras. Baserat på parallax enligt Gaia Data Release 2 på ca 17,7 mas, beräknas den befinna sig på ett avstånd på ca 184 ljusår (ca 57 parsek) från solen. Den rör sig bort från solen med en heliocentrisk radialhastighet på ca 29,5 km/s.

## Egenskaper
HD 290327 är en gul till vit stjärna i huvudserien av spektralklass G8 V, men hade tidigare enligt Kazanasmas (1973) en stjärnklassificering av G5 IV. Den har en massa som är ca 0,9 solmassor, en radie som är ca 0,95 solradier och har ca 0,75 gånger solens utstrålning av energi från dess fotosfär vid en effektiv temperatur av ca 5 500 K. Stjärnan har ett lägre överskott av andra element än väte och helium jämfört med solen.

## Planetsystem
År 2009 tillkännagavs en gasjätte som exoplanet i omloppsbana kring HD 290327. Den kretsar på ett avstånd av 3,4 AE med en omloppsperiod på 6,7 år.
| Planet | Massa              | Halv storaxel (AE) | Siderisk omloppstid (d) | Excentricitet  | Inklination | Radie |
| ------ | ------------------ | ------------------ | ----------------------- | -------------- | ----------- | ----- |
| b      | ≥2,54+0,17-0,14 MJ | 3,43+0,20-0,12     | 2 443+205-117           | 0,08+0,08-0,03 | -           | -     |